# Jean Chakir
Jean Chakir (Parigi, 1934) è un fumettista francese.

## Biografia
Autodidatta, inizia a disegnare all'età di 15 anni sulle riviste pubblicate dalla Maison de la Bonne Presse nei primi anni Cinquanta. Disegna vignette prima di iniziare a produrre fumetti nel 1953 per Bernadette (Le Secret de la Pyramide, Casimir XXVIII) e soprattutto Bayard con le serie Tacotac e Inspecteur Saboum . Ha lavorato anche per la casa editrice Fleurus (Fripounet, Âmes vaillantes e Cœurs vaillants) dal 1952 alla fine degli anni Ottanta, creando Jean Rytouceu. Nel 1962 è entrato in Pilote, creando la serie Tracassin (nota anche come Séraphin contre Angelure) e contribuendo alle pagine di cronaca. Ha lavorato lì per 15 anni. Ha prodotto L'Insulaire per Tintin, Héroïco and the Dogs Boys per Pif Gadget e altri. Ha abbandonato i fumetti nel 1983, all'età di 47 anni, per diventare coordinatore della sezione di arti grafiche dell'École des Beaux-Arts di Angoulême1. Da quando è andato in pensione, nel 1994, ha lavorato a un progetto inedito di oltre mille pagine, un "progetto autobiografico per parlare degli altri".